# Bertha Werder
Bertha Werder (* 31. August 1822 in Billwerder; † 14. Juni 1856 in Hannover) war eine deutsche Romanschriftstellerin.

## Leben
Bertha Antoinette Henriette Meyer wurde am 31. August 1822 in Billwerder geboren und am 10. Oktober 1822 in Moorfleet an der Elbe getauft. Ihr Vater Justus Hinrich Meyer war gebürtig aus Clausthal, ihre Mutter Elise Caroline Henriette geb. von Usslar aus Hannover. Ihr Vater war ein wohlhabender Fabrikbesitzer in Hamburg (Essig und Branntwein; „Essigmeyer“). Nachdem eine Überschwemmung sein Land verwüstet und ein Blitzschlag die Fabrik zerstört hatte, siedelte die Familie nach Clausthal über. Der Vater ging später nach Lissabon, wo er 1842 starb, die Familie zu Verwandten nach Hannover. Aus wirtschaftlichen Gründen war Bertha Meyer gezwungen, eine Stelle als Erzieherin in England anzunehmen, und blieb dort drei Jahre. 1853 machte sie eine Rheinreise. 1854 erblindete sie und starb 1856 in Hannover.
Unter dem Pseudonym „Bertha Werder“ veröffentlichte sie drei Romane, außerdem Aufsätze und Gedichte in verschiedenen Zeitschriften, zum Teil pseudonym, zum Teil anonym, z. B. Städtebilder im illustrierten Familienbuch des österreichischen Lloyd. Ferner lieferte sie Übersetzungen englischer Schriften ins Deutsche und deutscher Schriften ins Englische. Von ihren nachgelassenen Manuskripten Rheinkönigs Hort, ein Rheinmärchen in Versen und Frutti di mare. Seemärchen gab Theodor Delsner kleinere Fragmente heraus.

## Werke
- Altes Lieben, neues Hoffen. Leipzig: Brockhaus, 1847.
- Der Erbe von Killmarnor. 3 Bände. Magdeburg: Emil Baensch, 1850.
- Traumfahrt in das Land des Aufgangs. Morgenländische Märchen. Bremen: Schlodtmann, 1851. (Ins Englische übersetzt von der Verfasserin, London: Georg Routledge, zweite Auflage 1857.)